# Elías Aguilar
Elías Fernando Aguilar Vargas (ur. 7 listopada 1991 w Heredii) – kostarykański piłkarz występujący na pozycji ofensywnego pomocnika, reprezentant Kostaryki, od 2023 roku zawodnik Herediano.

## Kariera klubowa
Aguilar pochodzi z kantonu Barva w prowincji Heredia. Treningi piłkarskie rozpoczynał w tamtejszych lokalnych zespołach, skąd w wieku szesnastu lat trafił do akademii juniorskiej klubu CS Herediano. Do pierwszej drużyny został włączony przez szkoleniowca Alejandro Giuntiniego i w kostarykańskiej Primera División zadebiutował 31 sierpnia 2011 w zremisowanym 1:1 spotkaniu z Belén. W jesiennym sezonie Invierno 2011 wywalczył z Herediano wicemistrzostwo Kostaryki, lecz sam był głębokim rezerwowym (tylko jeden mecz) i wobec braku szans na grę zdecydował się zakończyć piłkarską karierę. Przez kolejne pół roku skupił się na ukończeniu szkoły średniej, równocześnie występując w amatorskiej ekipie AD Barva. Za namową rodziny powrócił jednak do Herediano; po udanych testach podczas obozu przygotowawczego trener Odir Jacques włączył go do zespołu. Szybko wywalczył sobie pewne miejsce w składzie i premierowe gole w najwyższej klasie rozgrywkowej zdobył 27 października 2012 w przegranej 3:4 konfrontacji z Uruguayem, dwukrotnie wpisując się na listę strzelców. W rozgrywkach Invierno 2012 zdobył z Herediano wicemistrzostwo kraju, zaś pół roku później – w sezonie Verano 2013 – wywalczył swój pierwszy tytuł mistrza Kostaryki.
W sierpniu 2013 Aguilar został wypożyczony do meksykańskiego drugoligowca CD Zacatepec. Tam spędził rok w roli rezerwowego piłkarza i na koniec rozgrywek spadł z klubem do trzeciej ligi meksykańskiej (ostatecznie klub pozostał w drugiej lidze po wykupieniu licencji Cruz Azul Hidalgo). Po powrocie do Herediano został jedną z największych gwiazd rozgrywek ligowych – w sezonie Invierno 2014 zdobył tytuł wicemistrza kraju, zaś w sezonie Verano 2015 wywalczył mistrzostwo Kostaryki. W maju 2015 został wybrany w oficjalnym plebiscycie FPD najlepszym piłkarzem ligi kostarykańskiej. W tamtym okresie zadebiutował również w kadrze narodowej, a jego świetna technika, wszechstronność i przegląd pola zaowocowały porównaniami do Jamesa Rodrígueza i zainteresowaniem ze strony klubów hiszpańskich (Málaga CF, Sevilla FC i Granada CF).
W listopadzie 2015 dotarł z Herediano do finału pucharu Kostaryki – Copa Banco Popular. W sezonie Verano 2016 wywalczył natomiast trzecie mistrzostwo Kostaryki, będąc kluczowym zawodnikiem w taktyce trenera Hernána Medforda. W sezonie Invierno 2016 osiągnął swój trzeci tytuł wicemistrza kraju, zaś podczas rozgrywek Verano 2017 zdobył kolejne mistrzostwo Kostaryki. W czerwcu 2017 trenował z amerykańskim Philadelphia Union, który jednak nie zdecydował się złożyć oferty kupna gracza. Po powrocie do Herediano – w jesiennym sezonie Apertura 2017 – zanotował z drużyną z miasta Heredia tytuł wicemistrza Kostaryki. W lutym 2018 na zasadzie dziesięciomiesięcznego wypożyczenia przeniósł się do ekipy Incheon United FC z Korei Południowej. W tamtejszej K League 1 zadebiutował 10 marca 2018 w wygranym 3:2 meczu z Jeonbuk Hyundai Motors.

## Kariera reprezentacyjna
W seniorskiej reprezentacji Kostaryki Aguilar zadebiutował za kadencji selekcjonera Paulo Wanchope’a, 31 marca 2015 w przegranym 1:2 meczu towarzyskim z Panamą. Dwa miesiące później został powołany na Złoty Puchar CONCACAF, gdzie rozegrał trzy z czterech możliwych spotkań (wszystkie w roli rezerwowego), zaś jego drużyna odpadła z turnieju po ćwierćfinałowej porażce po dogrywce z późniejszym triumfatorem – Meksykiem (0:1). W styczniu 2017 znalazł się w ogłoszonym przez Óscara Ramíreza składzie na turniej Copa Centroamericana. Tam również był głównie rezerwowym; wystąpił w czterech z pięciu meczów (z czego w jednym w wyjściowym składzie), a Kostarykańczycy uplasowali się na czwartym miejscu.

## Statystyki kariery

### Klubowe
| Herediano      | 2011–2012  | Kostaryka        | Primera División | 1   | 0  | – | –   | –   | –  | –   | 1   | 0  |
| Herediano      | 2012–2013  | Kostaryka        | Primera División | 41  | 4  | – | –   | LMC | 6  | 2   | 47  | 6  |
| Zacatepec      | 2013–2014  | Meksyk           | Ascenso MX       | 13  | 1  | – | –   | –   | –  | –   | 13  | 1  |
| Herediano      | 2014–2015  | Kostaryka        | Primera División | 36  | 5  | 4 | 1   | LMC | 6  | 1   | 46  | 7  |
| Herediano      | 2015–2016  | Kostaryka        | Primera División | 34  | 2  | 2 | 1   | LMC | 4  | 0   | 40  | 3  |
| Herediano      | 2016–2017  | Kostaryka        | Primera División | 47  | 12 | – | –   | LMC | 3  | 0   | 50  | 12 |
| Herediano      | 2017–2018  | Kostaryka        | Primera División | 40  | 5  | – | –   | LMC | 1  | 0   | 41  | 5  |
| Incheon United | 2018       | Korea Południowa | K League 1       |     |    | – | –   | –   | –  | –   |     |    |
| Ogółem         |            |                  |                  |     |    |   |     |     |    |     |     |    |
| Kostaryka      | Kostaryka  | Kostaryka        | 199              | 28  | 6  | 2 | LMC | 20  | 3  | 225 | 33  |    |
| Meksyk         | Meksyk     | Meksyk           | 13               | 1   | –  | – | –   | –   | –  | 13  | 1   |    |
| Korea Płd.     | Korea Płd. | Korea Płd.       | 0                | 0   | –  | – | –   | –   | –  | 0   | 0   |    |
| Ogółem         | Ogółem     | Ogółem           | Ogółem           | 212 | 29 | 6 | 2   | LMC | 20 | 3   | 238 | 34 |

- LMC – Liga Mistrzów CONCACAF

### Reprezentacyjne
| Kostaryka | Kostaryka | 2015   | 5 | 0 | – | – | ZPC      | 3 | 0 | 8  | 0 |
| Kostaryka | Kostaryka | 2016   | – | – | – | – | –        | – | – | 0  | 0 |
| Kostaryka | Kostaryka | 2017   | – | – | – | – | CC       | 4 | 0 | 4  | 0 |
| Ogółem    | Ogółem    | Ogółem | 5 | 0 | – | – | ZPC + CC | 7 | 0 | 12 | 0 |

- ZPC – Złoty Puchar CONCACAF
- CC – Copa Centroamericana